# Hoflaugartindur
Hoflaugartindur är en bergstopp i republiken Island. Den ligger i regionen Austurland, 400 km öster om huvudstaden Reykjavík. Toppen på Hoflaugartindur är 930 meter över havet.
Runt Hoflaugartindur är det mycket glesbefolkat, med 3 invånare per kvadratkilometer. Närmaste större samhälle är Neskaupstaður, nära Hoflaugartindur. Trakten runt Hoflaugartindur består i huvudsak av gräsmarker.